# Simon de Montfort, Leicester 6. grófja
Simon de Montfort gróf (Montfort-l’Amaury, 1208. május 23. –‎ Evesham, 1265. augusztus 4.), francia születésű, angol szolgálatba állt főnemes, IV. Simon de Montfort grófnak, az albigensek elleni keresztes hadjárat vezetőjének negyedik fia, Leicester 6. grófja (Earl of Leicester). 1265-ben esett el az eveshami csatában.

## Élete
1230 körül ment Angliába, ahol III. Henrik angol királytól megkapta Leicester grófságát, és 1238. január 7-én feleségül vehette a király 22 esztendős húgát, a hat éve özvegy, gyermektelen Angliai Eleonórát. 27 évig tartó frigyükből hét gyermek született: Henrik, Simon, Imre, Guy, Johanna, Richárd és Eleonóra.
1258-ban már a bárói liga tagjai között találjuk, ahol vezető szerephez csak a mozgalom radikalizálódását követően jutott. 1259 végétől a reformpárt meghatározó alakja lett. Franciaországi száműzetésbe vonulása (1261. december – 1263. április) alatt is megőrizte ezt a tisztségét. A lewesi csatát követően szinte diktátori hatalommal állt az ország élén, de alig egy évre rá, 1265-ben, az eveshami csatában elesett. Özvegye még 9 évig élt, s többé nem ment férjhez.